# 理性跟风
理性跟风（英語：Rational herding），在经济学和金融学中是指金融市场参与者依据其他人或市场代理人的行为做出判断，而不是参考整体金融市场状况或市场交易状况做出判断。
有些观点认为，金融市场会出现理性跟风现象是因为2007年聯邦準備理事會对金融市场进行了一系列干预而产生的意外后果，这些干预措施要求提高美国金融市场和外国金融市场交易时的透明度。因为金融危机和市场基本面不稳定，所以投资者开始依赖美联储发布的公开信息。
金融市场会出现理性跟风现象的原因是，有些投资人认为别人比自己更了解市场，因而模仿他们的作为，忽视了自己得到的信息和市场基本面。其依据是：如果投资者在信息成本较高的情况下选择跟随那些有能力获得情报的人可能会为自己带来潜在的利益，那这种行为就是理性的。
投资者的理性跟风行为会让金融市场变得不稳定。也有学者指，目前关于理性跟风的研究大多依赖于个别观察，缺乏实证资料。